# Society of Actuaries
Towarzystwo Aktuariuszy (ang. Society of Actuaries lub SOA) – amerykańska organizacja skupiająca aktuariuszy specjalizujących się głównie w ubezpieczeniach na życie, ubezpieczeniach zdrowotnych i innych świadczeniach. Powstała w 1949. Jej siedziba znajduje się w Schaumburgu w stanie Illinois.
Towarzystwo uznaje za swoje główne cele:
- udostępnianie podstawowej edukacji w naukach aktuarialnych, a także popieranie zaawansowanej edukacji i rozwoju profesjonalnego swoich członków,
- propagowanie szeroko rozumianych badań aktuarialnych mających na celu dalszy rozwój zawodu aktuariusza,
- promowanie wysokich standardów zawodowych i etycznych wśród praktykujących aktuariuszy.

Towarzystwo przyznaje trzy stopnie zawodowe:
- ASA (od ang. Associate of Society of Actuaries)
- FSA (od ang. Fellow of Society of Actuaries)
- CERA (od ang. Chartered Enterprise Risk Analyst) - wprowadzony w 2007

Posiadacze tytułu ASA bądź FSA mogą zostać członkami Amerykańskiej Akademii Actuarialnej. Dodatkowym wymaganiem może być trzyletni staż zawodowy.